# Orange Sky Golden Harvest
Orange Sky Golden Harvest (кит. 橙天嘉禾娛樂集團有限公司), ранее известная как Golden Harvest (кит. 嘉禾娛樂有限公司; от англ. «Го́лдэн Ха́рвест» — «золотой урожай»), SEHK: 1132 — гонконгская кинокомпания, занимающаяся производством, дистрибуцией и прокатом кинопродукции. Orange Sky Golden Harvest прославилась как компания, открывшая миру Брюса Ли, Джеки Чана и многих других гонконгских мастеров восточных единоборств.

## История
Компания Golden Harvest была основана в 1970 году продюсерами Рэймондом Чоу и Леонардом Хо. Чоу и Хо покинули ведущую тогда гонконгскую студию Shaw Brothers, чтобы основать Golden Harvest. По некоторым версиям, название было позаимствовано от одноимённого главного приза Кинофестиваля Юго-восточной Азии (ныне известного как Азиатско-тихоокеанский кинофестиваль). Кинокомпания Golden Harvest сразу сделала ставку на независимых продюсеров и режиссёров, предоставив им свободу творчества. Так в 1971 году в Golden Harvest пришёл Брюс Ли, отклонивший стандартный контракт Shaw Brothers. В 1973 году Golden Harvest стала первой гонконгской кинокомпанией, вступившей в партнёрство с западными студиями: это случилось при съёмках фильма «Выход дракона», выпущенного Warner Brothers. С конца 1970-х и до начала 1990-х Golden Harvest являлась ведущей кинокомпанией Гонконга. Особенный успех в 1980-х годах компании принесло продюсирование фильмов Джеки Чана — азиатского рекордсмена по сборам с проката.